# Campionato italiano di pallamano maschile U21 2005-2006
Il Campionato italiano U21 2005-2006 è stato la seconda edizione del campionato Under 21 di pallamano maschile.
La Pallamano Trieste ha vinto per la prima volta nella sua storia il titolo in finale contro la Pallamano Romagna.

## Formula

### Prima fase
Le squadre partecipanti disputano gironi all'italiana su base interregionale. Al termine della prima fase, le squadre classificatesi al primo posto sono qualificate alla fase finale. 
A raggiungere le squadre qualificate saranno anche squadre che accederanno grazie ad una wild card assegnata dalla Federazione.

### Fase Finale
Le squadre partecipanti alla fase finale sono state sorteggiate in due gironi da cinque squadre. Al termine delle gare, le squadre prime e seconde classificate di ogni girone accedono alle semifinali.

## Fase finale

### Squadre partecipanti
| Squadra       | Città           |
| ------------- | --------------- |
| Capua         | Capua (CE)      |
| Conversano    | Conversano (BA) |
| Chieti        | Chieti          |
| Dorica Ancona | Ancona          |
| Dossobuono    | Dossobuono (VR) |
| Haenna        | Enna            |
| Prato         | Prato           |
| Romagna       | Imola (BO)      |
| Sassari       | Sassari         |
| Trieste       | Trieste         |

### Girone A

#### Risultati
| Squadra 1  | Squadra 2  | Risultato |
| ---------- | ---------- | --------- |
| Prato      | Sassari    |           |
| Prato      | Sassari    | 36 – 30   |
| Dossobuono | Romagna    |           |
| Dossobuono | Romagna    | 19 – 29   |
| Dossobuono | Prato      |           |
| Dossobuono | Prato      | 27 – 29   |
| Chieti     | Sassari    |           |
| Chieti     | Sassari    | 23 – 32   |
| Sassari    | Romagna    |           |
| Sassari    | Romagna    | 24 – 36   |
| Prato      | Chieti     |           |
| Prato      | Chieti     | 21 – 21   |
| Romagna    | Chieti     |           |
| Romagna    | Chieti     | 32 – 21   |
| Sassari    | Dossobuono |           |
| Sassari    | Dossobuono | 32 – 21   |
| Romagna    | Prato      |           |
| Romagna    | Prato      | 35 – 16   |
| Chieti     | Dossobuono |           |
| Chieti     | Dossobuono | 16 – 27   |

#### Classifica
|  | Pos. | Squadra    | Pt | G | V | N | S | GF  | GS  | D   | Note       |
|  | ---- | ---------- | -- | - | - | - | - | --- | --- | --- | ---------- |
|  | 1.   | Romagna    | 12 | 4 | 4 | 0 | 0 | 132 | 80  | +52 | Semifinali |
|  | 2.   | Prato      | 7  | 4 | 2 | 1 | 1 | 102 | 113 | -11 | Semifinali |
|  | 3.   | Sassari    | 6  | 4 | 2 | 0 | 2 | 118 | 116 | +2  |            |
|  | 4.   | Dossobuono | 3  | 4 | 1 | 0 | 3 | 94  | 106 | -12 |            |
|  | 5.   | Chieti     | 1  | 4 | 0 | 1 | 3 | 81  | 112 | -31 |            |

### Girone B

#### Risultati
| Squadra 1     | Squadra 2     | Risultato |
| ------------- | ------------- | --------- |
| Dorica Ancona | Trieste       |           |
| Dorica Ancona | Trieste       | 21 – 21   |
| Capua         | Conversano    |           |
| Capua         | Conversano    | 12 – 31   |
| Capua         | Dorica Ancona |           |
| Capua         | Dorica Ancona | 17 – 39   |
| Haenna        | Trieste       |           |
| Haenna        | Trieste       | 20 – 30   |
| Trieste       | Conversano    |           |
| Trieste       | Conversano    | 25 – 22   |
| Dorica Ancona | Haenna        |           |
| Dorica Ancona | Haenna        | 33 – 13   |
| Conversano    | Haenna        |           |
| Conversano    | Haenna        | 23 – 15   |
| Trieste       | Capua         |           |
| Trieste       | Capua         | 43 – 21   |
| Conversano    | Dorica Ancona |           |
| Conversano    | Dorica Ancona | 26 – 25   |
| Haenna        | Capua         |           |
| Haenna        | Capua         | 38 – 16   |

#### Classifica
|  | Pos. | Squadra       | Pt | G | V | N | S | GF  | GS  | D   | Note       |
|  | ---- | ------------- | -- | - | - | - | - | --- | --- | --- | ---------- |
|  | 1.   | Trieste       | 10 | 4 | 3 | 1 | 0 | 119 | 84  | +25 | Semifinali |
|  | 2.   | Conversano    | 9  | 4 | 3 | 0 | 1 | 102 | 77  | +25 | Semifinali |
|  | 3.   | Dorica Ancona | 7  | 4 | 2 | 1 | 1 | 118 | 77  | +31 |            |
|  | 4.   | Haenna        | 3  | 4 | 1 | 0 | 3 | 86  | 102 | -16 |            |
|  | 5.   | Capua         | 0  | 4 | 0 | 0 | 4 | 66  | 151 | -85 |            |

### Semifinali
| Squadra 1 | Squadra 2  | Risultato |
| --------- | ---------- | --------- |
| Romagna   | Conversano |           |
| Romagna   | Conversano | 32 - 20   |
| Trieste   | Prato      |           |
| Trieste   | Prato      | 26 – 23   |

### Finale 3º posto
| Squadra 1  | Squadra 2 | Risultato |
| ---------- | --------- | --------- |
| Conversano | Prato     |           |
| Conversano | Prato     | 20 – 24   |

### Finale
| Squadra 1 | Squadra 2 | Risultato |
| --------- | --------- | --------- |
| Romagna   | Trieste   |           |
| Romagna   | Trieste   | 35 - 36   |